# 조지 로보담
조지 로보담(George Robotham, 1921년 1월 10일 ~ 2007년 2월 1일)은 미국의 배우, 영화배우, 스턴트 배우이다.
새크라멘토에서 태어났으며 본에서 사망하였다.

## 영화
- 구니스 (1985년)
- 포세이돈 어드벤쳐 (1972년)
- 타임 터널 (1966년)
- 스파타커스 (1960년)
- 피터 건 (1958년)
- 프로디갈 (1955년)
- 아톰 맨 대 슈퍼맨 (1950년)